# Marius Trésor
Marius Trésor (Sainte-Anne, Guadalupe, França, 15 de gener de 1950), és un exfutbolista professional francès que ocupava la posició de defensa. Va ser internacional absolut per la selecció de futbol de França en 65 ocasions.

## Trajectòria
| Club                  | País   | Any       |
| --------------------- | ------ | --------- |
| AC Ajaccio            | França | 1969-1972 |
| Olympique de Marsella | França | 1972-1980 |
| Girondins de Bordeaux | França | 1980-1984 |

## Palmarès
- 1 Copa francesa de futbol: 1976 (Olympique)
- 1 Lliga francesa de futbol: 1984 (Girondins)